# Belinda Bencicová
Belinda Bencicová (nepřechýleně Bencic, úředním příjmením Hromkovicova, * 10. března 1997 Flawil) je švýcarská tenistka. Na Letních olympijských hrách 2020 v Tokiu se stala olympijskou vítězkou v ženské dvouhře a s Viktorijí Golubicovou stříbrnou medailistkou v ženské čtyřhře.
Ve své dosavadní kariéře vyhrála na okruhu WTA Tour devět turnajů ve dvouhře. Cestou za vítězstvími na Canada Masters 2015 a Dubai Tennis Championships 2019 porazila vždy čtyři členky první světové desítky v řadě. Vybojovala také dvě deblové trofeje, premiérovou s Kateřinou Siniakovou na J&T Banka Prague Open 2015. K nim přidala dvě singlové výhry v sérii WTA 125. V rámci okruhu ITF získala pět titulů ve dvouhře a tři ve čtyřhře.
Na žebříčku WTA byla ve dvouhře nejvýše klasifikována v únoru 2020 na 4. místě a ve čtyřhře pak v únoru 2016 na 59. místě. Trénuje ji Iain Hughes. Na juniorském kombinovaném žebříčku ITF byla nejvýše hodnocena v červnu 2013 na 1. místě a v závěru sezóny 2013 ji Mezinárodní tenisová federace vyhlásila juniorskou mistryní světa.
Mezi juniorkami byla klasifikovaná nejvýše na první místě kombinovaného žebříčku světová jednička, v roce 2013 se stala juniorskou mistryní světa a šampionkou na juniorkách French Open a ve Wimbledonu.
Na nejvyšší grandslamové úrovni se probojovala do semifinále dvouhry na newyorském US Open 2020, kde nestačila na pozdější vítězku Biancu Andreescuovou z Kanady, které podlehla ve dvou setech. V ženském deblu nejdále postoupila s Češkou Kateřinou Siniakovou do třetího kola na French Open 2015, kde podlehly pozdějším vítězkám Bethanie Mattekové-Sandsové a Lucii Šafářové. Po boku slovenského hráče Martina Kližana si zahrála také třetí kolo smíšené čtyřhry na travnatém Wimbledonu 2014.
Ve švýcarském fedcupovém týmu debutovala v roce 2012 utkáním 2. světové skupiny proti Austrálii, v němž po boku Amry Sadikovićové prohrály čtyřhru s párem Casey Dellacquová a Jelena Dokićová. V roce 2022 byla členkou vítězného švýcarského týmu, když vyhrála všechny čtyři dvouhry, do kterých nastoupila. Do září 2025 v soutěži nastoupila k dvaceti mezistátním utkáním s bilancí 18–6 ve dvouhře a 7–2 ve čtyřhře.
Ve švýcarském týmu vyhrála s Rogerem Federerem Hopmanův pohár 2018 a 2019, když ve finále vždy zdolali Německo reprezentované Alexandrem Zverevem a Angelique Kerberovou.
Švýcarsko reprezentovala na Letních olympijských hrách 2020 v Tokiu, které byly o rok odloženy pro koronavirovou pandemii. V ženské dvouhře získala po vítězství nad Češkou Markétou Vondroušovou zlatou medaili, čímž navázala na olympijský triumf Marca Rosseta z roku 1992 ze dvouhry a stala se první ženskou švýcarskou tenistkou, která nejcennější kov získala. V ženské čtyřhře, do které nastoupila s Viktorijí Golubicovou, vybojovala stříbrnou medaili po finálové porážce od Češek Krejčíkové a Siniakové.

## Soukromý život
Bencicová má slovenské kořeny po obou rodičích. Otec Ivan Bencic ji trénuje. Jeho rodiče s ním v roce 1968, když mu bylo pět let, emigrovali z Československa do Švýcarska. Děd z otcovy strany Ivan Benčič hrál lední hokej za HC Slovan Bratislava. Otec pochází z Bratislavy a matka Daniela Bencicová z Močenku u Nitry. Doma hovoří slovensky. Tenistka vlastní švýcarské a slovenské občanství.
Na její přípravě se také příležitostně podílí Melanie Molitorová, rovněž československá emigrantka do země helvetského kříže a matka bývalé světové jedničky Martiny Hingisové. S tenisem začala ve čtyřech letech, kdy nastoupila do tenisové školy Molitorové. Každodenní tréninky zahájila ve věku sedmi let. Půl roku strávila také ve floridské Tenisové akademii Nicka Bollettieriho.
V roce 2018 navázala partnerský vztah s osobním kondičním trenérem a bývalým fotbalistou Interu Bratislava, Martinem Hromkovičem. V dubnu 2024 se za něj provdala v St. Gallenu a v témže měsíci se do manželství narodila dcera Bella. Na okruzích si ponechala příjmení Bencicová, zatímco v soukromém životě přijala vyvdané příjmení Hromkovicova (slovensky Hromkovičová).

## Juniorská kariéra

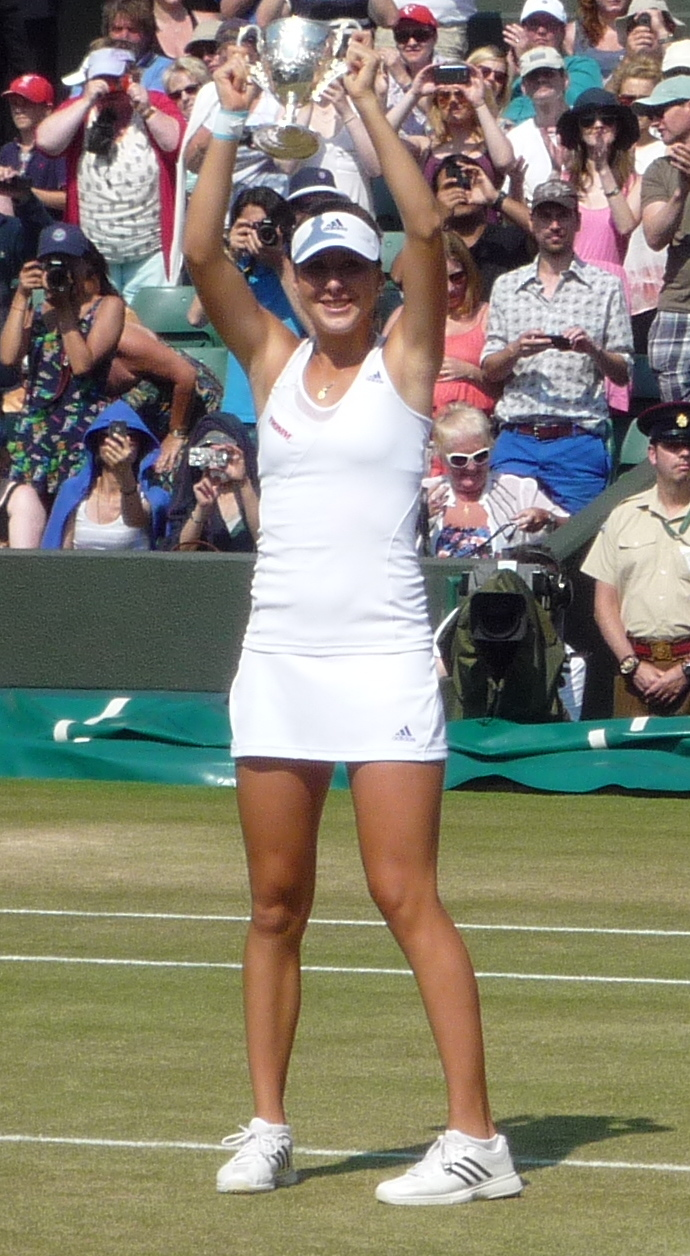
Bencicová s pohárem pro vítězku juniorky Wimbledonu 2013

V juniorském tenise vyhrála dva singlové grandslamy, když si ve finále French Open 2013 hladce poradila s Němkou Antonií Lottnerovou. O necelý měsíc později zvládla finálový duel ve Wimbledonu 2013 proti Američance Taylor Townsendové. Z bojů o deblový titul ve Wimbledonu 2012, a na US Open 2012 a 2013, odešla jako poražená finalistka.

## Profesionální kariéra

### 2011
První turnaj kariéry odehrála na turnaji ITF ve švýcarském Fallalendenu. V kvalifikaci porazila Petru Rohanovou a Chiaru Frapolliovou. V hlavní soutěži se probojovala do čtvrtfinále přes Tess Sugnauxovou a Milanu Špremovou. V něm podlehla Sandře Martinovičové. Na monzónském turnaji ITF startovala na divokou kartu. V úvodním kole však vypadla s kvalifikantkou. Divokou kartu dostala i později na turnaj s dotací 25 000 dolarů ve švýcarském Chiasso, kde však opět ztroskotala v prvním kole, tentokrát na raketě Anne Schäferové. V červnu se pak přes kvalifikaci dostala do hlavní soutěže domácího turnaje ITF v Lenzerheide. V prvním kole byla nad její síly krajanka Xenia Knollová. V polovině října pak obdržela divokou kartu do kvalifikace BGL Luxembourg Open 2011 v lucemburském Kockelscheueru. Na úvod však podlehla Julie Putincevové.

### 2012: Debut na okruhu WTA
Sezónu zahájila dvěma lednovými, za sebou jdoucími juniorskými turnaji v České republice, když na prvním z těchto turnajů v Přerově neztratila v cestě za vítězstvím ani jeden set a na druhém turnaji v Praze pak ztratila set pouze jeden. V únoru se kvalifikovala na turnaj ITF s rozpočtem 10 000 dolarů v německém Leimenu, kam postoupila do čtvrtfinále, v němž však nestačila na pozdější finalistku Terezu Smitkovou.O dva měsíce později, v dubnu, zamířila do Spojených států, kde na juniorském turnaji v Carsonu v Kalifornii prohrála ve třetím kole s domácí Allie Kiickovou. Následující týden prohrála ve dvou setech v kvalifikaci turnaje ITF v americkém Pelhamu se semifinalistkou Wimbledonu z roku 1999 Američankou Alexandrou Stevensonovou. Francouzským turnajem v Beaulieu-sur-Mer se poté vrátila zpět na juniorskou tour. Na turnaji ztratila jako sedmá nasazená pouze jednu sadu ve druhém kole a turnaj ovládla. Následující týden získala čtvrtý juniorský titul v sezóně, když dokázala triumfovat v italské Salsomaggiore Terme, kde opět v průběhu celého turnaje ztratila jenom jeden set. Nicméně, její vítězná série skončila následující týden na turnaji v toskánském Pratu, kde ve třech setech nestačila na Ivanu Jorovićovou.
Později v květnu obdržela divokou kartu do kvalifikační fáze WTA turnaje Brussels Open. V prvním kole kvalifikace překvapivě přemohla ve třech setech bývalou hráčku světové dvacítky Jelenu Bovinovou z Ruska. V následném kole však snadno podlehla Ukrajince Lesje Curenkové, ale díky vítězství nad Bovinovou se v žebříčku WTA posunula o 189 míst do první světové tisícovky na 951. místo.
Další turnajem byla pro ni juniorka French Open v Paříži. Jako nasazená hráčka číslo patnáct, nestačila v prvním kole na nenasazenou kanadskou tenistku Françoise Abandovou ve dvou tiebreacích. Méně než měsíc po její trpké prohře na French Open zamířila na další turnaj WTA, tentokrát do nizozemského 's-Hertogenbosche. Nicméně, v kvalifikaci byla poražena nejvýše nasazenou Urszulou Radwańskou.
Ještě před Wimbledonem si zahrála přípravný juniorský turnaj na trávě v britském Roehamptonu. Na turnaji se dostala do semifinále, když cestou do něj porazila dvě hráčky z TOP 10 juniorského žebříčku Indy de Vroomovou a Sachiu Vickeryovou, předtím, než ve dvou setech nestačila na budoucí dívčí šampiónku z Wimbledonu Kanaďanku Eugenie Bouchardovou. Ve dvouhře juniorek Wimbledonu utrpěla zklamání, když se s turnajem loučila už po druhém kole, když nestačila na Indy de Vroomovou. V soutěži čtyřhry se dostala společně s Chorvatkou Anou Konjuhovou až do finále, v němž však nestačily na kanadsko-americký pár Eugenie Bouchardová a Taylor Townsendová.
O několik týdnů později zamířila zpět do Švýcarska, kde se rozhodla startovat na prestižním evropském juniorském šampionátu v tenise. Nasazena jako číslo dvě a jakožto domácí favoritka, se dostala do semifinále, kde prohrála dvakrát s tureckou hráčkou Başak Eraydınovou. O měsíc později cestovala do Kanady, kde se hrál Canadian Open juniorů v Repentigny, přípravný juniorský turnaj na blížící se US Open. Na turnaji dosáhla 3. kola, když byla nad její síly Jeļena Ostapenková z Lotyšska, přestože jí v prvním setu uštědřila kanára. Na US Open nedokázala v dívčím singlu opět udělat žádný velký výsledek, když ji ve třech setech přemohla pozdější finalistka turnaje domácí Samantha Crawfordová, která v soutěži startovala na divokou kartu. Ve čtyřhře se ji však opět dařilo lépe, když se společně se Slovenkou Petrou Uberalovou, probojovaly do finále, kde však podlehly domácímu páru číslo čtyři Gabrielle Andrewsové a Taylor Townsendové za 72 minut.
Po US Open si Bencicová vzala dvoutýdenní pauzu, než se zpátky na profesionální okruh vrátila turnajem ITF s dotací 10 000 dolarů v egyptském Šarm aš-Šajchu. V prvním kole rozdrtila nejvýše nasazenou hráčku v turnaji Lu Ťia-ťing z Číny. V příštích dvou kolech přemohla dvě kvalifikantky a postoupila do jejího prvního semifinále na profesionálním okruhu. V něm porazila rakouskou nasazenou čtyřku Barbaru Haasovou a postoupila do finále, kde po výhře nad druhou nasazenou Fatmou Al Nabhaniovou získala první profesionální titul. Na stejném turnaji dokázala ovládnout i čtyřhru, když společně s Egypťankou Lou Brouleauvou porazila ve finále polsko-ukrajinský pár Olga Brózdová a Ganna Pivenová.
V říjnu obdržela od pořadatelů divokou kartu do hlavní soutěže Luxembourg Open v Lucembursku, kde v minulém ročníku vypadla v kvalifikaci. V úvodním kole však snadno podlehla ve dvou setech nenasazené Venus Williamsové, která později celý turnaj ovládla. I přesto se výrazně posunula v žebříčku WTA, když se vyhoupla o 108 míst na 614. pozici. Na turnaji startovala i ve čtyřhře, když s domácí spoluhráčkou Claudine Schaulovou obdržely divokou kartu do hlavního turnaje. V 1. kole nestačily na americko-německou dvojici Bethanie Matteková-Sandsová a Andrea Petkovicová.
Začátkem listopadu se pak přes kvalifikaci dostala do hlavního turnaje kategorie ITF s dotací 25 000 dolarů ve španělském Benicarló, kde prohrála v prvním kole s Němkou Dinah Pfizenmaierovou. Závěr sezóny 2012 zakončila juniorskými turnaji v Severní Americe. Nejprve došla do semifinále turnaje v Bradentonu, kde nestačila na Barbaru Haasovou z Rakouska. Na prestižním tenisovém turnaji juniorů Orange Bowl dosáhla na čtvrtfinále, když prohrála s pozdější vítězkou Anou Konjuhovou z Chorvatska. Nakonec však ovládla mexický turnaj v Ciudad de México, když během šesti utkání nepřišla ani jednou o set.

### 2014: Průnik do TOP 50 a čtvrtfinále na US Open
Na seniorském grandslamu debutovala lednovým Australian Open, když postoupila po třech vítězných duelech v kvalifikaci. V posledním z nich si poradila s Kanaďankou Sharon Fichmanovou.

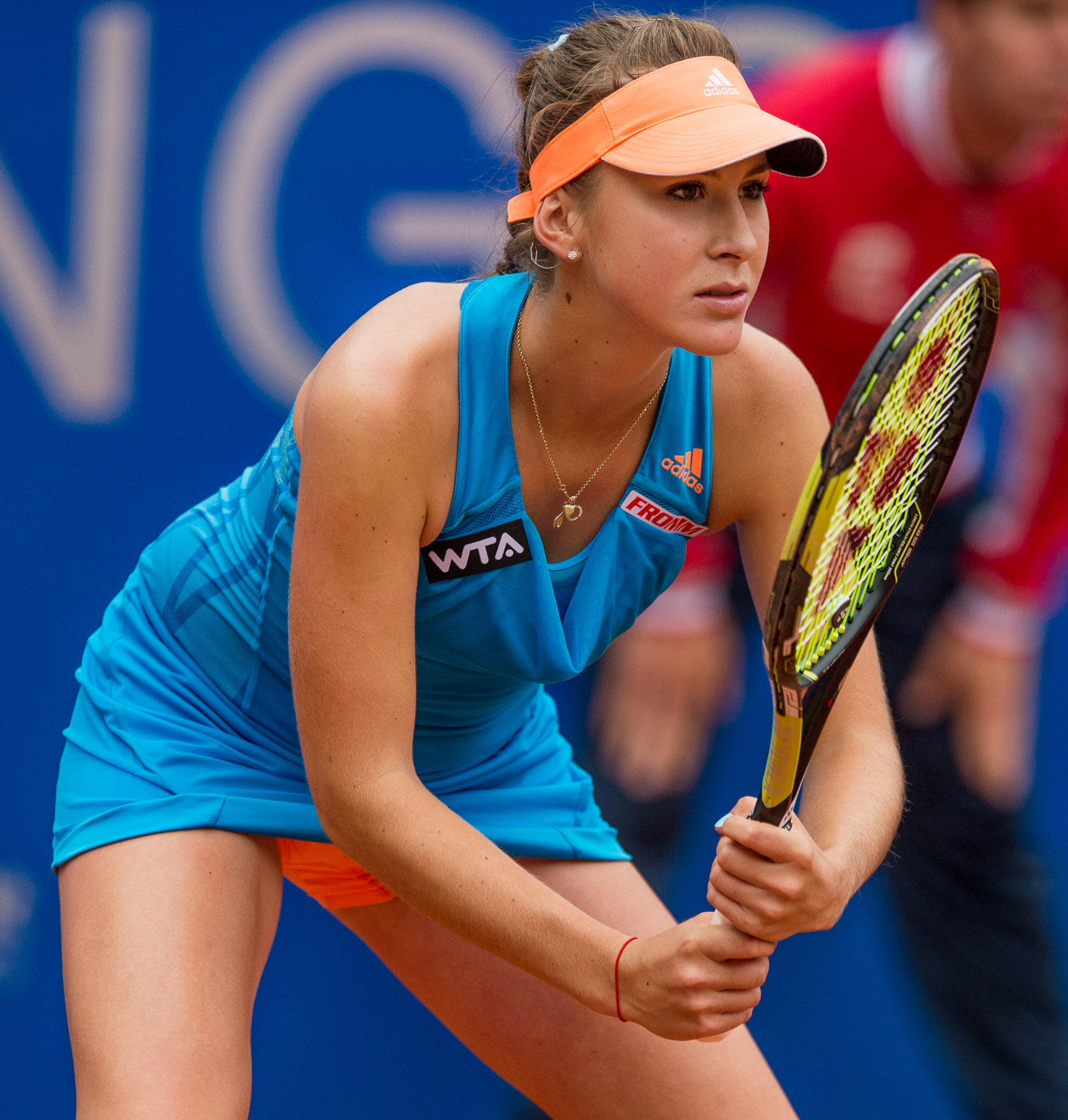
Na Nürnberger Versicherungscup 2014

Na úvod hlavní soutěže zdolala japonskou veteránku Kimiko Dateovou Krummovou, což znamenalo zápas mezi nejstarší a druhou nejmladší hráčkou v pavouku turnaje. Bývalou světovou čtyřku přehrála ve třech sadách. Ve druhém kole však nestačila na čtvrtou nasazenou a pozdější vítězku grandslamu Li Na z Číny.
V únoru nastoupila k mezistátnímu utkání 2. světové skupiny Fed Cupu proti Francii. V pařížské hale vyhrála bez ztráty setu obě dvouhry, nejdříve nad Alizé Cornetovou a poté nad Virginií Razzanovou. Přesto Švýcarky nepostoupily do baráže o účast ve Světové skupině 2015, když v rozhodujícím pátém zápase prohrála po boku Timey Bacsinszké s párem Cornetová a Mladenovicová. V březnu obdržela divokou kartu na Indian Wells Masters, kde ji na úvod přehrála britská kvalifikantka Heather Watsonová ve dvou sadách.
Premiérové semifinále na okruhu WTA Tour si zahrála jako kvalifikantka na dubnovém Family Circle Cupu, jediné události konané na zelené antuce. V prvním kole na její raketě skončila ruská turnajová desítka Maria Kirilenková, poté Marina Erakovicová a konečně ve třetí fázi nejvýše postavená teenagerka světové klasifikace Elina Svitolinová z Ukrajiny. První kariérní účast ve čtvrtfinále proměnila v dosud největší vítězství kariéry nad třetí nasazenou Italkou Sarou Erraniovou. V semifinále však nestačila na slovenskou tenistku Janu Čepelovou. Dlouhá cesta turnajem pro ni znamenala premiérový kariérní posun do první stovky žebříčku WTA, když 7. dubna figurovala na 91. místě.
V květnu se kvalifikovala do hlavní soutěže Mutua Madrid Open, kde vypadla se světovou jedničkou Serenou Williamsovou ve dvou setech. Další týden opět postoupila z kvalifikace na Internazionali BNL d'Italia. V prvním kole vyřadila hráčku z Top 25 Anastasii Pavljučenkovovou. Poté však nestačila na dvanáctou nasazenou Flavii Pennettaovou po třísetovém průběhu. Na Nürnberger Versicherungscupu ji v úvodním zápase zastavila německá tenistka Mona Barthelová.

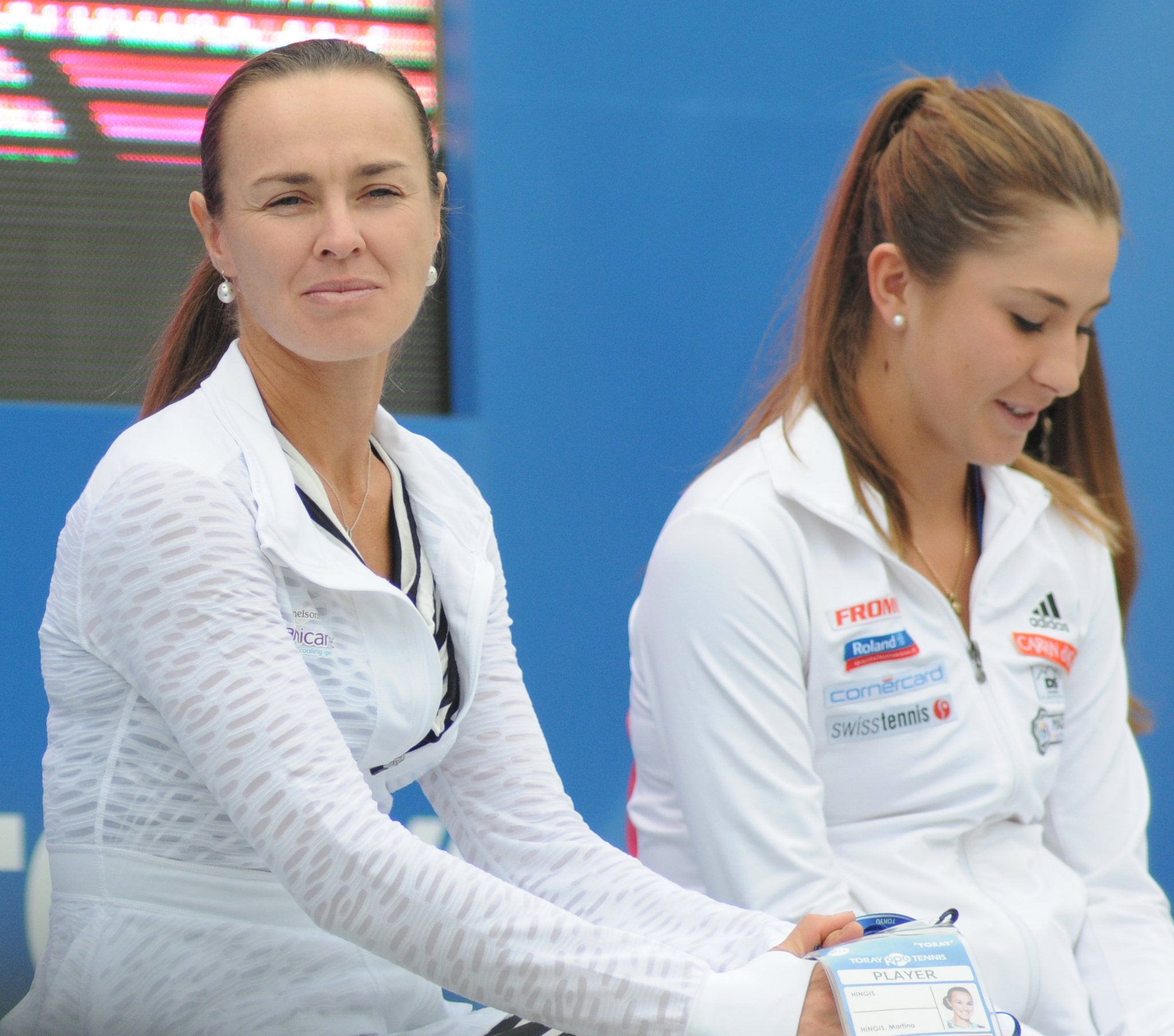
S Martinou Hingisovou. Obě Švýcarky se slovenskými kořeny si zahrály čtyřhru na tokijském turnaji.

V pozici světové osmdesátky měla jistou účast v hlavní soutěži pařížského French Open, na němž ji na úvod zastavila bývalá světová jednička Venus Williamsová.
Travnatou část sezóny rozehrála na AEGON Classic v Birminghamu, kde zvládla vstupní duel proti Chorvatce Donně Vekićové, aby ji však poté stopku vystavila obhájkyně titulu Daniela Hantuchová. Třemi koly kvalifikace prošla na AEGON International v Eastbourne. V prvním kole však nestačila na Britku Johannu Kontaovou, hrající díky divoké kartě. Grandslamový Wimbledon představoval postup do třetího kola po výhrách nad Magdalénou Rybárikovou a Victorií Duvalovou, než její cestu ve dvou setech přerušila favorizovaná Rumunka Simona Halepová. Do třetí fáze také postoupila s Martinem Kližanem ve smíšené soutěži. V ženském deblu vypadla ve druhém kole po boku Cvetany Pironkovové, když skončily na raketách pozdějších finalistek Tímey Babosové a Kristiny Mladenovicové.

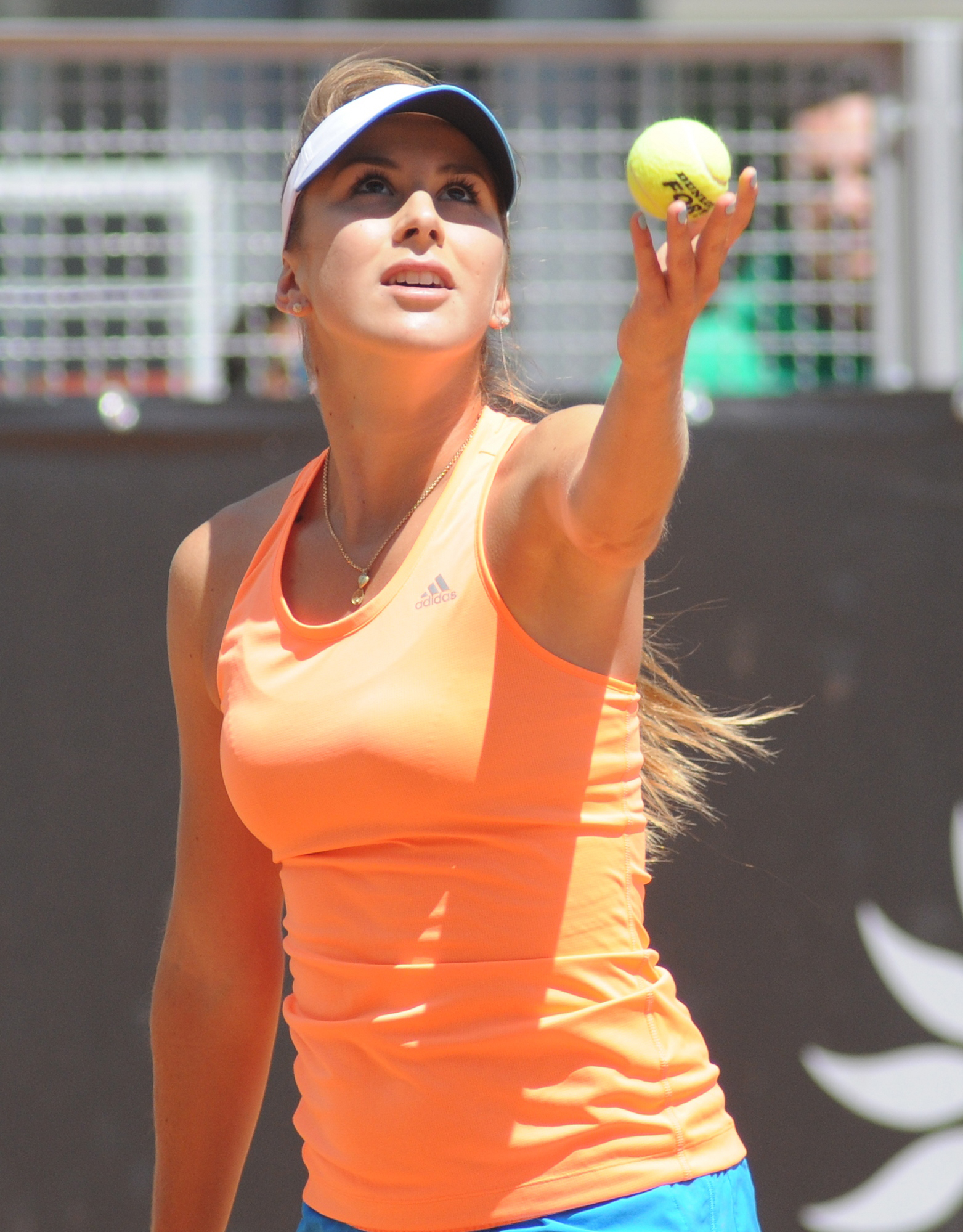
Podání na Rome Masters

Letní díl roku na tvrdých površích otevřela na Istanbul Cupu, kde ji na úvod uštědřila dva kanáry pozdější vítězka Caroline Wozniacká. Na srpnový turnaj kategorie Premier 5 – Cincinnati Masters obdržela divokou kartu. Opět však nezvládla otevírací zápas proti Karin Knappové. Navazující Connecticut Open v New Havenu znamenal sice postup z tříkolové kvalifikace, aby však následně podlehla Češce Barboře Záhlavové-Strýcové, když v utkání čelila 39 breakovým příležitostem soupeřky.
Až při svém debutu na US Open dokázala přejít první fázi po výhře nad belgickou hráčkou Yaninou Wickmayerovou. Poté vyřadila 31. nasazenou Japonku Kurumi Naraovou po třísetovém průběhu. Ve třetím a čtvrtém kole dosáhla na svá první vítězství nad hráčkami elitní světové desítky, když nejdříve přehrála sedmičku Angelique Kerberovou, a poté srbskou devátou nasazenou Jelenu Jankovićovou ve dvou sadách. Stala se tak nejmladší čtvrtfinalistkou US Open od roku 1997, kdy se do této fáze probojovala její krajanka Martina Hingisová. Cesta pavoukem skončila na raketě Číňanky Pcheng Šuaj. Bodový zisk jí však zajistil premiérový postup do elitní čtyřicítky žebříčku WTA.
Debutové finále na okruhu WTA si zahrála na úvodním ročníku čínského turnaje Tianjin Open, konaného v říjnu v Tchien-ťinu. Nestačila v něm na Američanku Alison Riskeovou.
Sezónu zakončila na 33. místě žebříčku WTA a Ženská tenisová asociace ji vyhlásila nováčkem roku 2014.

### 2015: 1. titul na okruhu WTA, zdolání světové jedničky a proniknutí do TOP 20

#### Úvodní část
Počátek sezóny ji zastihl v horší formě, když v úvodních kolech obou australských turnajů, Apia International Sydney a Australian Open, uhrála vždy jen tři gamy. Na prvním podlehla Darje Gavrilovové a na druhém Julii Görgesové. V únoru pomohla jedním bodem k postupu Švýcarek do baráže z druhé světové skupiny Fed Cupu proti Švédsku. Poté startovala na obnoveném BNP Paribas Fortis Diamond Games v Antverpách, kde na úvod prohrála s Alizé Cornetovou přestože získala první sadu.

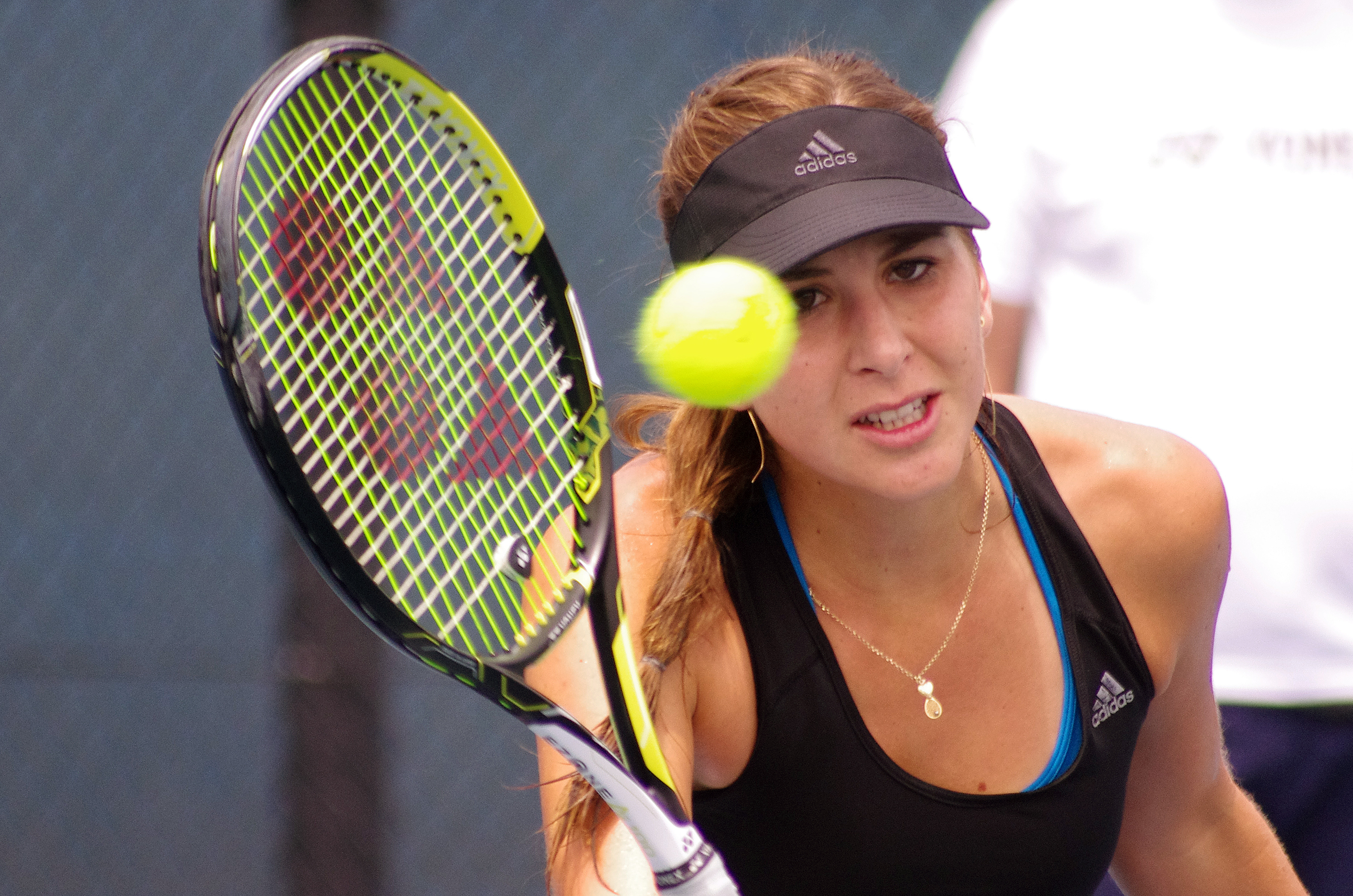
Během Apia International Sydney

Debutovou výhru v roce dosáhla na únorovém Dubai Tennis Championships, kde vyřadila Karin Knappovou, než ji hladce zastavila šestá nasazená Venus Williamsová. Na Qatar Total Open skončila v prvním kole kvalifikace s Francescou Schiavoneovou. Zlepšení výkonu přišlo na Indian Wells Masters, kde jako 31. nasazená přehrála ve třetí fázi bývalou světovou jedničku Caroline Wozniackou. Výhra znamenala první kariérní vítězství nad hráčkou, která byla aktuálně součástí elitní světové pětky. V osmifinále ji však vystavila stopku Jelena Jankovićová, přestože měla v rozhodujícím setu k dobru break.
Do stejné fáze se probojovala na navazujícím Miami Masters. Ve čtvrtém kole ovšem nenašla recept na Sloane Stephensovou.

#### Antuková sezóna

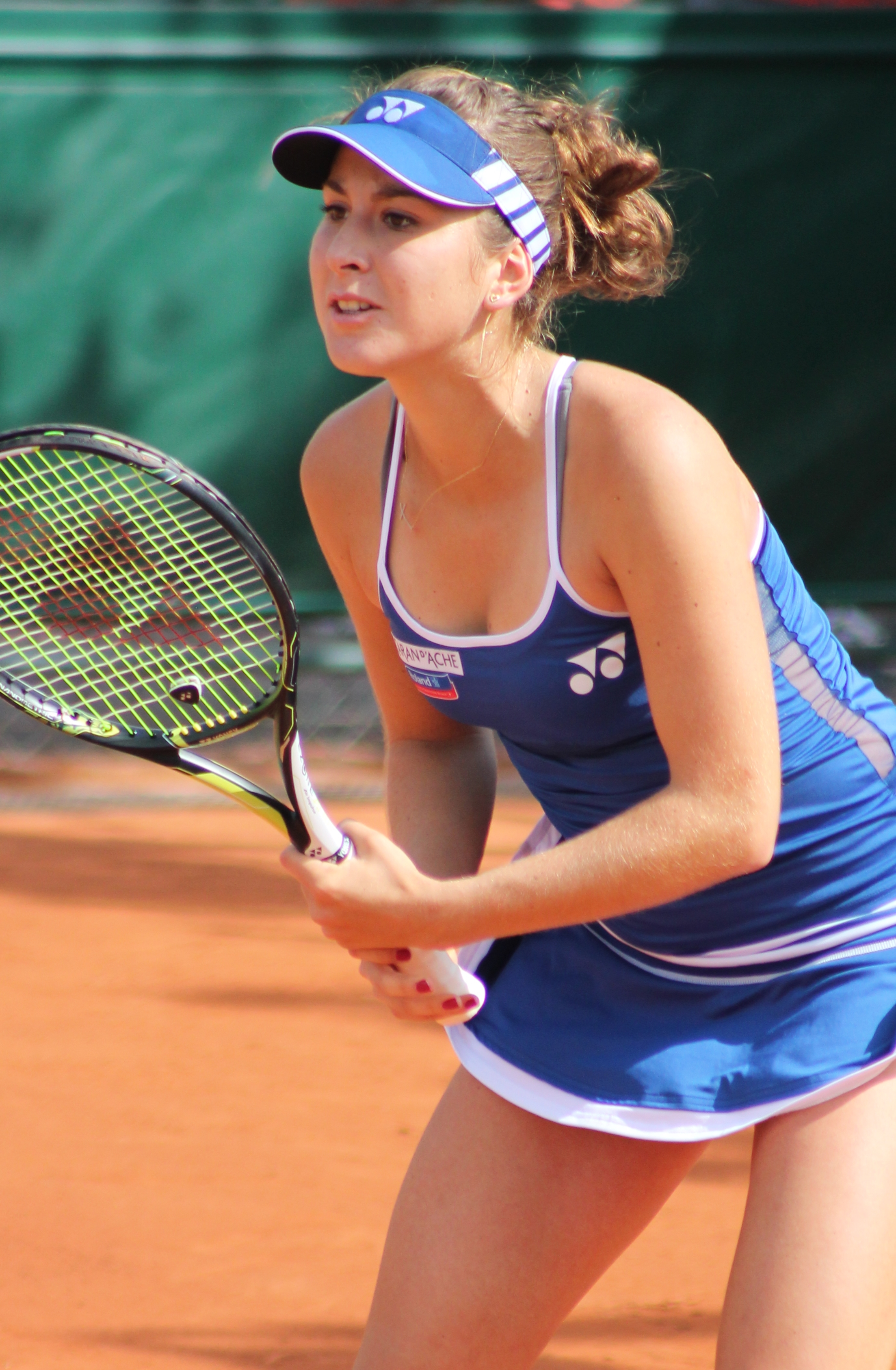
Příjem na French Open

Charlestonský Family Circle Cup, hraný na zelené antuce, znamenal překvapivé vyřazení ve druhém zápase s černohorskou kvalifikantkou Dankou Kovinićovou.
Stuttgartský Porsche Grand Prix přinesl další nezvládnuté druhé kolo, tentokrát v duelu se světovou desítkou Carlou Suárezovou Navarrovou.
V úvodním kole J&T Banka Prague Open proti 17leté chorvatské juniorce Aně Konjuhové prohospodařila tři mečboly, aby nakonec vypadla.. Přesto si z Prahy odvezla první kariérní titul z okruhu WTA Tour, když v páru s Kateřinou Siniakovou vyhrály deblovou soutěž. Ve finále zdolaly ukrajinsko-českou dvojici Kateryna Bondarenková a Eva Hrdinová po dvousetovém průběhu. Třetí ze čtyř události Premier Mandatory v roce, Mutua Madrid Open, přinesla porážku v úvodním zápase s mladou Chorvatkou Ajlou Tomljanovićovou. Rychle také opustila římskou antuku Internazionali BNL d'Italia, kde ji podruhé v sezóně přehrála Gavrilovová. Přes Daniela Hantuchovou prošla do druhé fáze French open, v níž ji zastavila favorizovaná Madison Keysová.

#### Sezóna na trávě

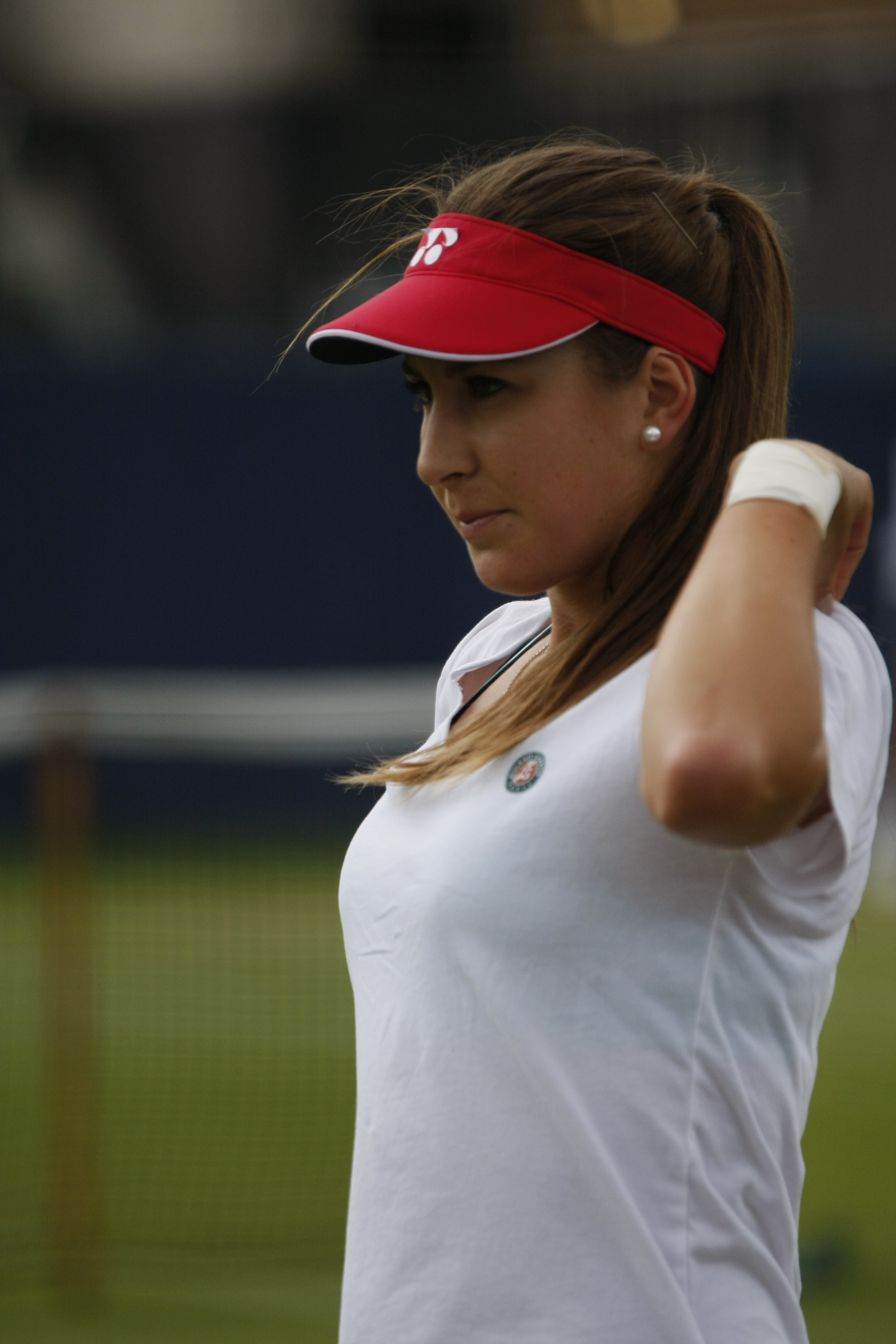
Na tréninku během vítězného turnaje v Eastbourne

Na travnatém Topshelf Open si poradila s Jessicou Pegulaovou i Alison Van Uytvanckovou, aby po téměř tříhodinovém boji zdolala Kristinu Mladenovicovou, když odvrátila tři mečboly. V prvním semifinále sezóny vrátila březnovou porážku Jankovićové a podruhé pronikla do finále dvouhry okruhu WTA Tour. V něm však její cestu ukončila Italka Camila Giorgiová.
Debutový singlový titul na okruhu WTA Tour dobyla na eastbournské trávě AEGON International z kategorie Premier, když na její raketě zůstaly výše postavené tenistky Madison Keysová, Eugenie Bouchardová, Caroline Wozniacká a v třísetovém finále Agnieszka Radwańská. Po turnaji se pak v novém vydání klasifikace dvouhry z 29. června 2015 dostala na své žebříčkové maximum, když jí patřilo 22. místo.
Po turnaji zamířila do Wimbledonu, kde byla nasazena z 30. pozice. V prvním kole si poradila ve těch setech se semifinalistku z roku 2010 Bulharku Cvetanu Pironkovovou. V následujícím kole si opět ve třech setech poradila s nenasazenou Annou-Lenou Friedsamovou z Německa. Ve třetím kole pak zdolala i americkou kvalifikantku Bethanie Mattekovou-Sandsovou a nad její síly byla až v osmifinále bývalá světová jednička Viktoria Azarenková, jíž podlehla ve dvou sadách. Osmifinále pro ni bylo i přesto nejlepším výsledkem na travnatém grandslamu a po turnaji se v novém vydání žebříčku WTA z 13. července 2015 dostala na své žebříčkové maxima ve dvouhře i ve čtyřhře, když jí patřila 21. pozice, respektive 96. místo.

#### Letní a podzimní část

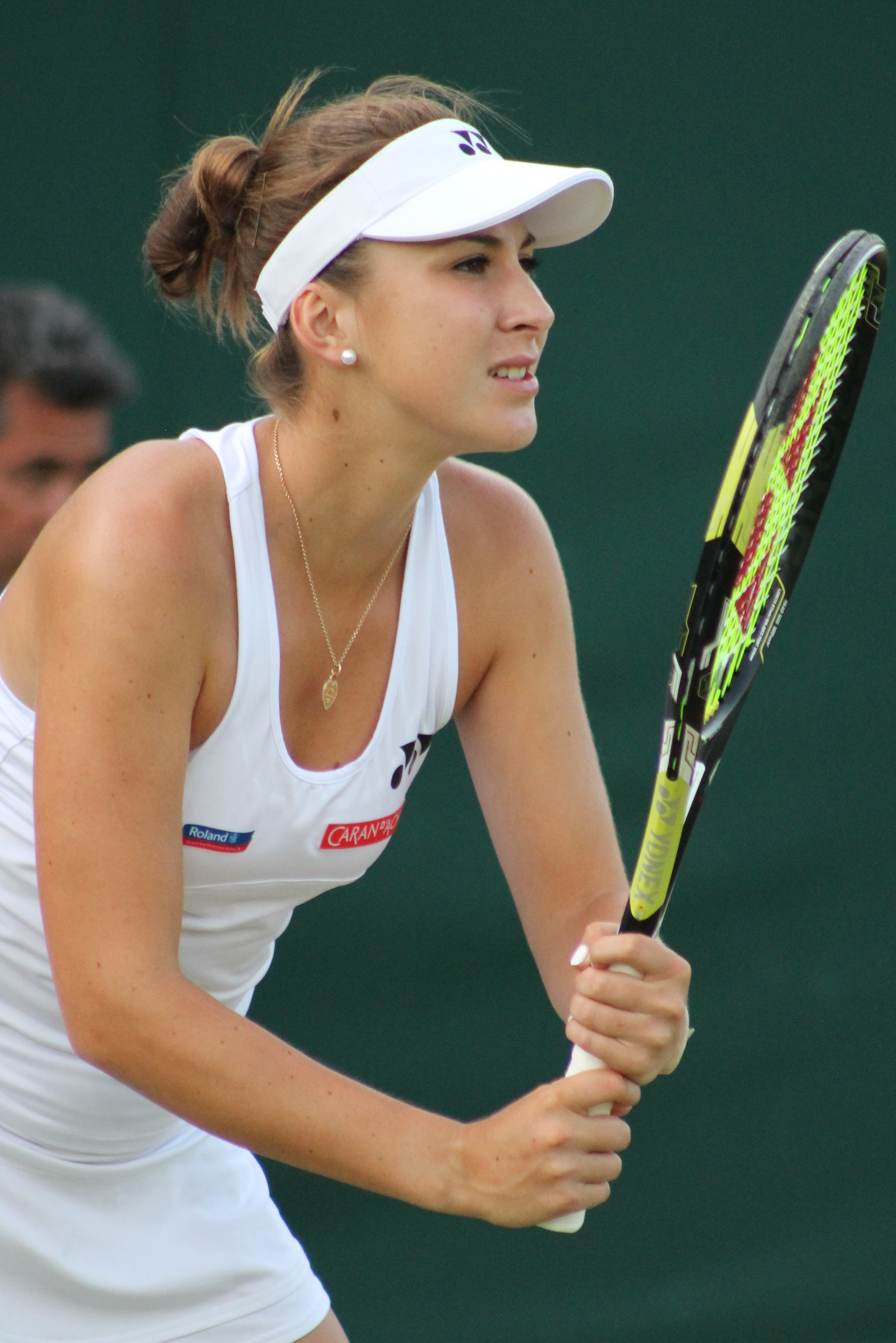
Na turnaji ve Wimbledonu 2015

Severoamerickou tenisovou sezónu na betonech zahájila srpnovým turnajem Citi Open 2015 ve Washingtonu, kde v 1. kole porazila Češku Terezu Smitkovou, aby v následujícím kole nestačila ve dvou setech na pozdější finalistku Anastasii Pavljučenkovovou z Ruska. Z turnaje však neodjížděla s prázdnou, protože společně s francouzskou tenistkou Kristinou Mladenovicovou ovládla soutěž čtyřhry. Ve finálovém utkání dokázaly přehrát španělsko-slovinské turnajové trojky Laru Arruabarrenovou a Andreju Klepačovou.
Na následujícím turnaji Rogers Cup 2015 hraném v kanadském Montréalu, zaznamenala životní úspěch, když dokázala celý turnaj kategorie WTA Premier 5 jako nenasazené hráčka ovládnout. Nejprve si v 1. kole poradila ve třech setech s Kanaďankou Eugenie Bouchardovou, když jí v prvním setu uštědřila kanára. V dalším kole pak zdolala čtvrtou nasazenou Caroline Wozniackou z Dánska výsledkem dvakrát 7–5. Následně si poradila i s německou tenistkou Sabine Lisickou, když utkání ovládla ziskem tiebreaku ve třetím setu. Její spanilá jízda turnajem pokračovala i ve čtvrtfinále, kde si ve dvou sadách vyšlápla na bývalou světovou jedničku Anu Ivanovičovou. V semifinále byla vyzyvatelkou Bencicové světová tenistka číslo jedna Američanka Serena Williamsová, se kterou dokázala v předchozím jediném vzájemném duelu na turnaji v Madridu 2014 uhrát jen tři gamy. Švýcarka nejprve prohrála první set. Ve druhém pak neproměnila za stavu 5–3 setbol a za stavu 5–5 a 0–40 byla na pokraji vyřazení. Postupně však odvrátila celkem čtyři brejkboly soupeřky a set urvala výsledkem 7–5. Ve třetím dějství, v němž přišla o náskok dvou brejků, nakonec zvítězila 6–4 a postoupila do svého prvního finále kategorie Premier. Po utkání byla plná emocí a kanadskému obecenstvu na dvorci Rexall Centre sdělila: „Neumím teď popsat své pocity. Situací na kurtu jsem byla ohromená, ale teď jsem šťastná. Je to opravdu neuvěřitelný pocit. Nemám slov.“ Bencicová se stala v 18 letech nejmladší přemožitelkou Williamsové od Turnaje mistryň 2004, kde Serenu tehdy porazila sedmnáctiletá Maria Šarapovová. V souboji o titul pak narazila na Simonu Halepovou, která za stavu 6–7, 7–6 a 0–3 utkání pro vyčerpání vzdala. „Už jsem dál nemohla. Hodně jsem se snažila, ale nešlo to.“ vysvětlila Halepová divákům při přebírání trofeje pro poraženou finalistku. Bencicová dokázala cestou za vítězstvím v turnaji vyřadit šest grandslamových finalistek a při slavnostní ceremoniálu byla plná emocí: „Je to skvělý pocit, jen škoda, že to finále muselo skončit takhle. Ale výhra je výhra a byl to fantastický týden.“
Pouhé dva dny po životním triumfu v Torontu startovala i na další události americké série US Open Series, turnaji Western & Southern Open v ohijském Cincinnati, kde na úvod porazila ve dvou setech světovou jedenáctku Angelique Kerberovou, s níž tak vyhrála i druhý vzájemný zápas. Ve 2. kole si poradila s Italkou Flavii Pennettaovou, když v utkání neztratila ani jednou podání. V osmifinále proti Lucii Šafářové však utkání po prohraném prvním setu poměrem 2–6 pro poranění pravého zápěstí skrečovala. Své zranění pak po utkání komentovala: „Je mi líto, že jsem musela poprvé v kariéře ze zápasu předčasně odstoupit, ale věřím, že to není nic vážného. Doufám, že budu brzy fit, a že to neohrozí přípravu na US Open.“ Na US Open přijížděla coby obhájkyně čtvrtfinále z předešlého ročníku. Jako 12. nasazená porazila nejprve v 1. kole bulharskou tenistku Sesil Karatančevovou a následně i ve třech setech Misaki Doiovou z Japonska, když za stavu 5–7, 5–6 a 0–40 odvrátila tři mečboly soupeřky. Ve třetím kole byla nad její síly Venus Williamsová.
Asijskou část rozehrála tokijským Toray Pan Pacific Open z kategorie Premier, kde plnila roli osmé nasazené. V 1. kole nejprve uštědřila dva kanáry čínské kvalifikantce Sü I-fan, aby si následně ve třech setech poradila se Samanthou Stosurovou. Ve čtvrtfinále pak porazila turnajovou trojku Garbiñe Muguruzaovou ze Španělska a mezi poslední čtyřkou lehce zvítězila nad Caroline Wozniackou, s níž tak vyhrála i čtvrtý vzájemný duel v sezóně. Ve finále ji čekala Agnieszka Radwańská, kterou pokud by porazila, se mohla posunout do Top 10. To se jí však nepodařilo a na polskou tenistku nestačila ve dvou setech.
Dalším turnajem se pro ni stal Wuhan Open, kde dokázala nejprve v 1. kole přejít před Chorvatku Ajlu Tomljanovićovou, avšak ve 2. kole musela kvůli zdravotním problémům vzdát rozehrané utkání proti Camile Giorgiové. Na China Open 2015 v Pekingu nejprve porazila v úvodním kole ve třech setech americkou tenistku Madison Brengleovou, avšak ve 2. kole odstoupila kvůli poranění pravé ruky z turnaje a nenastoupila tak k utkání s Chorvatkou Mirjanou Lučićovou Baroniovou.
Bencicová se nekvalifikovala na Turnaj mistryň 2015, ale dokázala se kvalifikovat na WTA Elite Trophy, kde však pro zranění levého kolene nestartovala. Sezónu zakončila jako čtrnáctá hráčka světa.

### 2016

#### První teenagerka v elitní světové desítce od roku 2009
Na začátku sezóny startovala v australském Brisbane, kde jako 7. nasazená nejprve vyřadila v 1. kole Saru Erraniovou z Itálie, aby následně ve dvou setech nestačila na americkou kvalifikantku Samanthu Crawfordovou. Dalším turnajem na australské tour byl pro ni Apia International v Sydney, kde si připsala premiérovou výhru v roce 2016, když ve třech sadách přehrála chorvatskou kvalifikantku Mirjanu Lučićovou Baroniovou. V osmifinále po vítězství přešla přes Bulharku Cvetanu Pironkovovou a ve čtvrtfinále si v prvním vzájemném střetnutí poradila i s ruskou tenistkou Jekatěrinou Makarovovou. V semifinále pak po prvním prohraném setu utkání s Mónicou Puigovou z Portorika, v němž dostala kanára, vzdala zápas kvůli nemoci.
Na úvodním grandslamu sezóny Australian Open byla v ženské dvouhře nasazená jako hráčka číslo dvanáct. Turnaj zahájila výhrou nad Američanku Alison Riskeovou a oplatila jí porážku z finále v čínském Tianjinu v roce 2014. Ve 2. kole porazila maďarskou hráčku Tímeu Babosovou a vůbec poprvé postoupila do 3. kola na australském majoru. Své maximum vylepšila ve 3. kole, když po třech setech vzešla jako vítězka utkání proti Ukrajince Kateryne Bondarenkové. V osmifinále narazila na Marii Šarapovovou, s níž svedla vůbec první duel na okruhu WTA. Po více než dvou hodinách zápasu nakonec Rusce podlehla.
Na nově zařazený turnaj do okruhu WTA Tour, únorový St. Petersburg Ladies Trophy v kategorii Premier, přijela jako nejvýše nasazená hráčka. Ve čtvrtfinále si poradila s ruskou turnajovou pětkou Anastasijí Pavljučenkovovou. V semifinále se střetly dvě nejmladší hráčky z první sedmdesátky žebříčku, když 18letá Švýcarka poprvé narazila na stejně starou Rusku Darju Kasatkinovou. Vítězstvím si zajistila debutový kariérní průnik do elitní světové desítky rankingu v následném pondělním vydání, což zhodnotila slovy: „Být v Top 10 bylo od dětství vždy jako sen – a nyní jsem toho dosáhla! Znamená to pro mě velký den.“ Ve finálovém boji však ve dvou setech podlehla italské turnajové dvojce Robertě Vinciové, která vyhrála turnaj po dvou a půl letech. V aktualizovaném žebříčku z 15. února 2016 vystoupala švýcarská hráčka na 9. pozici. Stala se tak první teenagerkou v elitní světové desítce od roku 2009, kdy v ní figurovala Dánka Caroline Wozniacká a celkově 116. hráčkou od zavedení klasifikace v roce 1975. V metropoli Spojených arabských emirátů v Dubaji nestačila v úvodním kole na Jelenu Jankovićovou ze Srbska, jež podlehla ve třech setech. Přesto se v následném pondělním vydání žebříčku WTA vyhoupla na 7. příčku. Ve stejné fázi vypadla i v Kataru, kde skončila na raketě Američanky Coco Vandewegheové.
Po volném losu v úvodním kole na americkém BNP Paribas Open musela ve 2. kole do třetího setu s domácí Lauren Davisovou, kterou v něm porazila. Nicméně v další fázi nestačila na slovenskou tenistku Magdalénu Rybárikovou. Na floridském Miami poté skrečovala ve 2. kole za stavu 1–4 utkání s Kristýnou Plíškovou kvůli bolestem zad. Jako světová desítka měla v polovině dubna plnit roli švýcarské jedničky v lucernském semifinále Fed Cupu proti České republice. Pro nedoléčené zranění periostu kostrče z Indian Wells Masters se však z účasti omluvila, s předpokladem další až čtyřtýdenní rekonvalesce. Kvůli přetrvávajícím problémům se zády pak zmeškala i antukovou část sezóny s vrcholem na French Open.

#### Návrat po zranění a další zdravotní komplikace

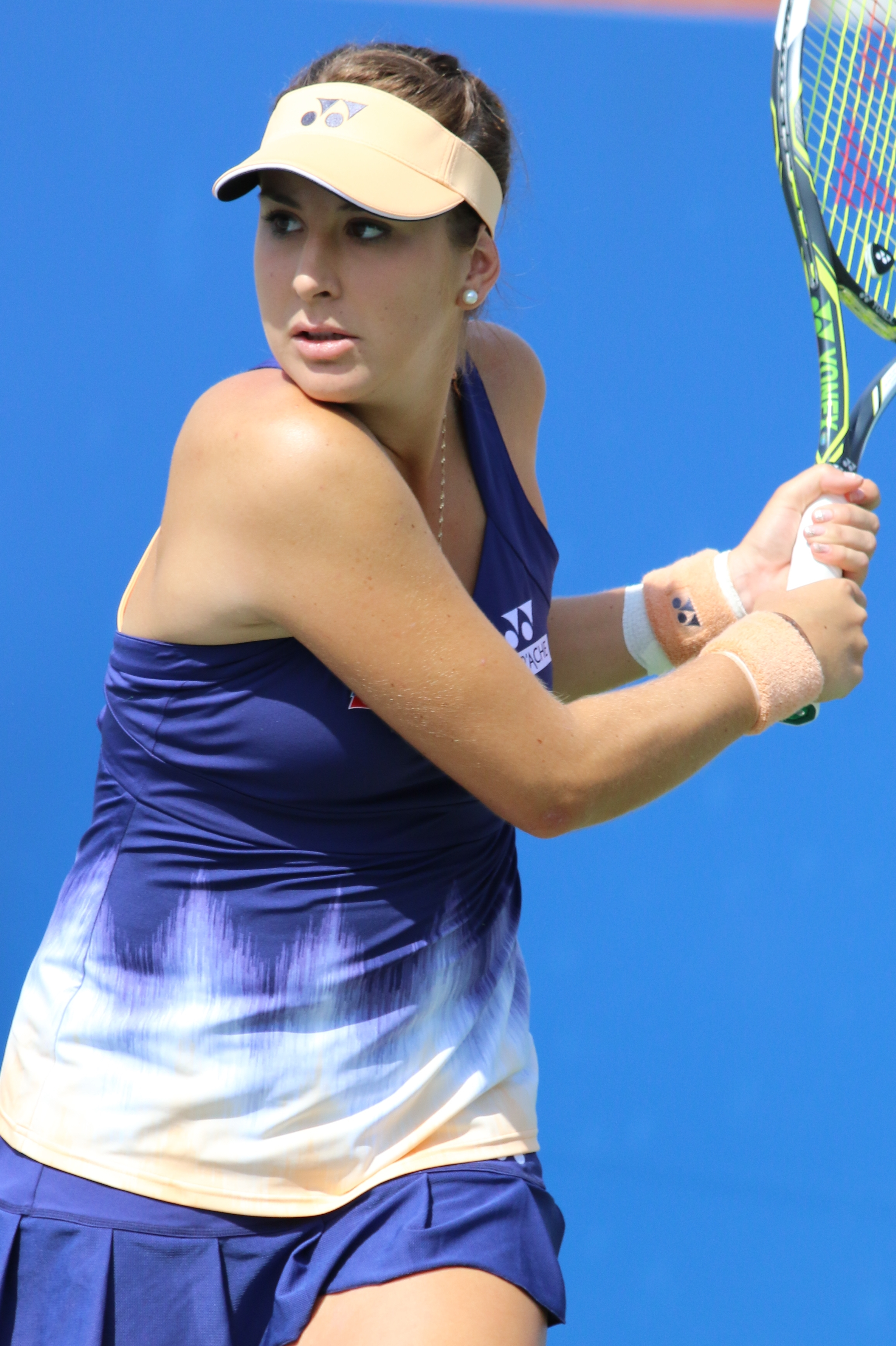
Bekhend na US Open

Prvním turnajem po návratu se pro ni stal travnatý Ricoh Open 2016 konaný v nizozemském Rosmalenu, kde se přes belgickou hráčku Alison Van Uytvanckovou, Američanku Varvaru Lepčenkovou a Viktoriji Golubicovou ze Švýcarska dostala do semifinále, v němž podlehla Francouzce Kristine Mladenovicové. Vinou zranění pravého stehna pak musela skrečovat v úvodním zápase AEGON Classic v Birminghamu za stavu 4–6 a 3–4 rumunské tenistce Irině-Camelii Beguové. Jakožto obhájkyně titulu v anglickém Eastbourne prohrála po volném losu v úvodním kole ve dvou sadách s Ruskou Jelenou Vesninovou, která ovládla oba sety v tiebreacích. Do Wimbledonu vstupovala jako sedmá nasazená. Po úvodní výhře nad Bulharkou Cvetanou Pironkovovou byla ve druhé fázi přinucena zápas skrečovat. Proti americké kvalifikantce Julii Boserupové, figurující na 225. příčce žebříčku, ztratila úvodní sadu. V úvodu druhé grandslam opustila pro poranění levého zápěstí. Zranění a herní výpadek ji neumožnil startovat na Rogers Cupu, kde měla obhajovat titul a ani na olympiádě v Riu.
Po téměř dvou měsících od absence se přesunula do Severní Ameriky, kde jako třináctá nasazená nastoupila na americkém turnaji Western & Southern Open. Po volném losu v 1. kole byla v další fázi nad její síly Tímea Babosová. Stejně skončila i na podniku v New Havenu, kde ji z turnajového pavouka na úvod vyřadila Belgičanka Kirsten Flipkensová. Na US Open, kde ji pořadatelé nasadili jako 24. hráčku, porazila na úvod domácí Samanthu Crawfordovou, které tak oplatila porážku z Brisbane. Ve 2. kole si pak ve svou setech poradila s Andreou Petkovicovou z Německa. Ve 3. kole však snadno podlehla třinácté nasazené Britce Johanně Kontaové.
V září se přesunula do Asie, kde začala turnajem Toray Pan Pacific Open konaném v japonské metropoli Tokiu. Zde jako nenasazená skončila v prvním kole na raketě Dánky Caroline Wozniacké. V čínském Wu-chanu, turnaji kategorie Premier 5, skončila v turnaji opět hned na úvod, když ve 2. sadě skrečovala po problémech se zády utkání ruské tenistce Světlaně Kuzněcovové. Výhrou ovšem začala na China Open v čínském Pekingu, když přešla dál ve dvou setech přes Anniku Beckovou z Německa. V další fázi však podlehla kazachstánské tenistce Jaroslavě Švedovové.
V rakouském Linci i v ruské Moskvě pak shodně vypadla hned v úvodním kole, když v prvním případě podlehla Slovence Dominice Cibulkové a v druhém nestačila na domácí Darju Kasatkinovou. Sezónu zakončila na 43. pozici.

### 2017
Sezónu poprvé v kariéře rozehrála jako reprezentantka švýcarského týmu na Hopmanově poháru, kde po jejím boku nastoupil Roger Federer. Ve dvouhře zdolala Britku Heather Watsonovou a následně podlehla Němce Andree Petkovicové i Francouzce Kristině Mladenovicové. Švýcaři obsadili konečné druhé, první nepostupové, místo v základní skupině A s bilancí mezistátních zápasů 2:1. Před úvodním grandslamem roku odehrála Apia International Sydney, kam obdržela divokou kartu. Ve druhé sadě prvního kola však skrečovala Kazašce Julii Putincevové kvůli rozštěpenému nehtu na palci nohy, který ji omezoval v pohybu po dvorci. Soupeřkou v úvodním kole prvního glandslamu sezóny Australian Open se pro ni stala světová dvojka Serena Williamsová, se kterou za 79 minut prohrála. Na přelomu ledna a února startovala v ruském Petrohradu, kde hned v úvodním kole její cestu turnajem zastavila domácí Darja Kasatkinová. V únoru pak coby členka švýcarského fedcupového týmu odehrála dvě singlové utkání úvodního kola světová skupiny. Nejprve podlehla ve dvou setech Kristině Mladenovicové, aby stejným počtem setů později porazila Pauline Parmentierovou.

### 2021: Olympijská vítězka

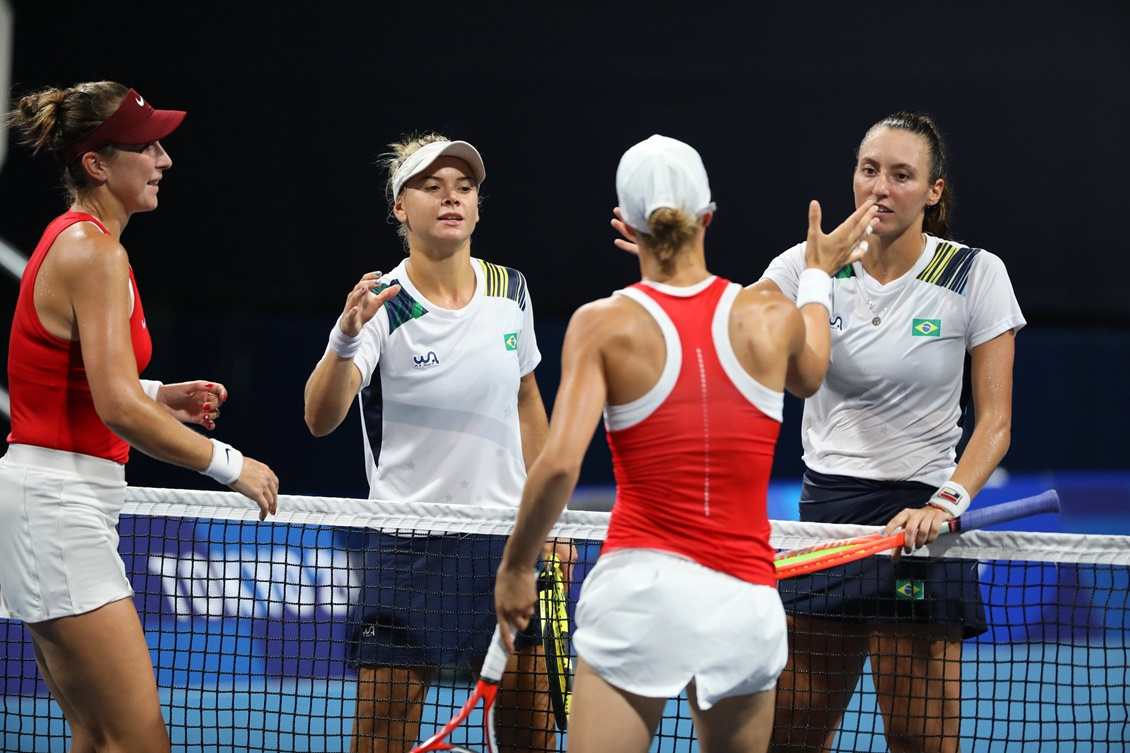
Semifinálová výhra v olympijské čtyřhře, kde s Golubicovou porazily Pigossiovou se Stefaniovou

Švýcarsko reprezentovala na tokijské olympiádě přeložené k roku 2020. V ženské dvouhře plnila roli deváté nasazené. Ve třetím kole otočila nepříznivý průběh zápasu proti úřadující vítězce French Open Češce Barboře Krejčíkové. Proti finalistce téhož turnaje Anastasiji Pavljučenkovové zvítězila ve čtvrtfinále, aby ji semifinále nezastavila ani Kazaška Jelena Rybakinová. Ve finále pak porazila další českou reprezentantku Markétu Vondroušovou po dvou a půl hodinách boje. Získala tak pro Švýcarsko třetí olympijské zlato, první z tenisové dvouhry žen, a celkově pátou tenisovou medaili. Navázala na triumfy Marca Rosseta z barcelonské dvouhry LOH 1992 a Federera s Wawrinkou ze čtyřhry LOH 2008 v Pekingu. Dařilo se jí v ženské čtyřhře, kde se její partnerkou stala Viktorija Golubicová. Na prahu vyřazení se ocitly ve druhém kole, kde proti Španělkám Muguruzaové a Suárezové Navarrové odvracely mečbol v supertiebreaku, nakonec však postoupila až do finále. V boji o zlato nestačily na českou dvojici Barboru Krejčíkovou s Kateřinou Siniakovou.

### 2024–2025: Návrat na dvorce
Na dvorce se vrátila již koncem října 2024, když zasáhla do turnaje na nižším okruhu ITF v Hamburku. Již na třetím turnaji po návratu postoupila do finále, když ve francouzském Angers spadající do kategorie WTA 125, kde podlehla Američance Parksové. 
Již na třetím turnaji na okruhu WTA po návratu získala první titul. Na Mubadala Abu Dhabi Open z kategorie WTA 500 porazila ve finále Američanku Ashlyn Kruegerovou. Získala tím první trofej od návratu po mateřské dovolené a stala se tak první šampionkou v roli matky od Svitolinové ve Štrasburku 2023. Na okruhu WTA Tour vybojovala celkem devátý singlový titul. Jako 157. hráčka žebříčku se stala třetí nejníže postavenou vítězkou kategorie WTA 500 od jejího založení v roce 2009. Bodový zisk jí zajistil posunut o více než 90 příček výše do sedmé světové desítky.

## Utkání o olympijské medaile

### Ženská dvouhra: 1 (1 zlato)
| Stav  | rok  | místo konání    | povrch | soupeřka            | výsledek      |
| ----- | ---- | --------------- | ------ | ------------------- | ------------- |
| Zlato | 2020 | Tokio, Japonsko | tvrdý  | Markéta Vondroušová | 7–5, 2–6, 6–3 |

### Ženská čtyřhra: 1 (1 stříbro)
| Stav    | rok  | místo konání    | povrch | spoluhráčka          | soupeřky                              | výsledek |
| ------- | ---- | --------------- | ------ | -------------------- | ------------------------------------- | -------- |
| Stříbro | 2020 | Tokio, Japonsko | tvrdý  | Viktorija Golubicová | Barbora Krejčíková Kateřina Siniaková | 5–7, 1–6 |

## Finále na okruhu WTA Tour
| Legenda                                          |
| ------------------------------------------------ |
| D – dvouhra; Č – čtyřhra                         |
| Grand Slam (0)                                   |
| Turnaj mistryň (0)                               |
| Olympijské hry (1–0 D; 0–1 Č)                    |
| Premier Mandatory & Premier 5 / WTA 1000 (2–0 D) |
| Premier / WTA 500 (6–6 D)                        |
| International / WTA 250 (0–4 D; 2–0 Č)           |

### Dvouhra: 19 (9–10)
| Stav       | č.  | datum             | turnaj                                | kategorie      | povrch     | soupeřka ve finále         | výsledek                     |
| ---------- | --- | ----------------- | ------------------------------------- | -------------- | ---------- | -------------------------- | ---------------------------- |
| Finalistka | 1.  | 6. října 2014     | Tchien-ťin, Čína                      | International  | tvrdý      | Alison Riskeová            | 3–6, 4–6                     |
| Finalistka | 2.  | 14. června 2015   | 's-Hertogenbosch, Nizozemsko          | International  | tráva      | Camila Giorgiová           | 5–7, 3–6                     |
| Vítězka    | 1.  | 27. června 2015   | Eastbourne, Spojené království        | Premier        | tráva      | Agnieszka Radwańská        | 6–4, 4–6, 6–0                |
| Vítězka    | 2.  | 16. srpna 2015    | Toronto, Kanada                       | Premier 5      | tvrdý      | Simona Halepová            | 7–6(7–5), 6–7(4–7), 3–0skreč |
| Finalistka | 3.  | 27. září 2015     | Tokio, Japonsko                       | Premier        | tvrdý      | Agnieszka Radwańská        | 2–6, 2–6                     |
| Finalistka | 4.  | 14. února 2016    | Petrohrad, Rusko                      | Premier        | tvrdý (h)  | Roberta Vinciová           | 4–6, 3–6                     |
| Finalistka | 5.  | 20. října 2018    | Lucemburk, Lucembursko                | International  | tvrdý (h)  | Julia Görgesová            | 4–6, 5–7                     |
| Vítězka    | 3.  | 23. února 2019    | Dubaj, Spojené arabské emiráty        | Premier 5      | tvrdý      | Petra Kvitová              | 6–3, 1–6, 6–2                |
| Finalistka | 6.  | 23. června 2019   | Mallorca, Španělsko                   | International  | tráva      | Sofia Keninová             | 7–6(7–2), 6–7(5–7), 4–6      |
| Vítězka    | 4.  | 20. října 2019    | Moskva, Rusko                         | Premier        | tvrdý (h)  | Anastasija Pavljučenkovová | 3–6, 6–1, 6–1                |
| Finalistka | 7.  | 27. února 2021    | Adelaide, Austrálie                   | WTA 500        | tvrdý      | Iga Świąteková             | 2–6, 2–6                     |
| Finalistka | 8.  | 20. června 2021   | Berlín, Německo                       | WTA 500        | tráva      | Ljudmila Samsonovová       | 6–1, 1–6, 3–6                |
| Vítězka    | 5.  | 31. července 2021 | Tokio, Japonsko                       | Olympijské hry | tvrdý      | Markéta Vondroušová        | 7–5, 2–6, 6–3                |
| Vítězka    | 6.  | 10. dubna 2022    | Charleston, Spojené státy             | WTA 500        | antuka (z) | Ons Džabúrová              | 6–1, 5–7, 6–4                |
| Finalistka | 9.  | 19. června 2022   | Berlín, Německo                       | WTA 500        | tráva      | Ons Džabúrová              | 3–6, 1–2skreč                |
| Vítězka    | 7.  | 14. ledna 2023    | Adelaide, Austrálie                   | WTA 500        | tvrdý      | Darja Kasatkinová          | 6–0, 6–2                     |
| Vítězka    | 8.  | 12. února 2023    | Abú Zabí, Spojené arabské emiráty     | WTA 500        | tvrdý      | Ljudmila Samsonovová       | 1–6, 7–6(10–8), 6–4          |
| Finalistka | 10. | 9. dubna 2023     | Charleston, Spojené státy             | WTA 500        | antuka (z) | Ons Džabúrová              | 6–7(6–8), 4–6                |
| Vítězka    | 9.  | 8. února 2025     | Abú Zabí, Spojené arabské emiráty (2) | WTA 500        | tvrdý      | Ashlyn Kruegerová          | 4–6, 6–1, 6–1                |

### Čtyřhra: 3 (2–1)
| Stav       | č. | datum          | turnaj                          | kategorie      | povrch | spoluhráčka            | soupeřky ve finále                    | výsledek      |
| ---------- | -- | -------------- | ------------------------------- | -------------- | ------ | ---------------------- | ------------------------------------- | ------------- |
| Vítězka    | 1. | 1. května 2015 | Praha, Česko                    | International  | antuka | Kateřina Siniaková     | Kateryna Bondarenková Eva Hrdinová    | 6–2, 6–2      |
| Vítězka    | 2. | 8. srpna 2015  | Washington, D.C., Spojené státy | International  | tvrdý  | Kristina Mladenovicová | Lara Arruabarrenová Andreja Klepačová | 7–5, 7–6(9–7) |
| Finalistka | 3. | 1. srpna 2021  | Tokio, Japonsko                 | Olympijské hry | tvrdý  | Viktorija Golubicová   | Barbora Krejčíková Kateřina Siniaková | 5–7, 1–6      |

## Finále série WTA 125

### Dvouhra: 3 (2–1)
| Legenda       |
| ------------- |
| WTA 125 (2–1) |

| Stav       | č. | datum         | turnaj               | povrch      | soupeřka ve finále | výsledek           |
| ---------- | -- | ------------- | -------------------- | ----------- | ------------------ | ------------------ |
| Vítězka    | 1. | listopad 2017 | Hua Hin, Thajsko     | tvrdý       | Sie Šu-wej         | 6–3, 6–4           |
| Vítězka    | 2. | listopad 2017 | Tchaj-pej, Tchaj-wan | koberec (h) | Arantxa Rusová     | 7–6(7–3), 6–1      |
| Finalistka | 1. | prosinec 2024 | Angers, Francie      | tvrdý (h)   | Alycia Parksová    | 6–7(4–7), 6–3, 0–6 |

## Finále na okruhu ITF
| Dotace turnajů okruhu ITF | Dotace turnajů okruhu ITF |
| ------------------------- | ------------------------- |
| 100 000 $ tournaments     | 80 000 $ tournaments      |
| 75 000 $ tournaments      | 60 000 $ tournaments      |
| 50 000 $ tournaments      | 25 000 $ tournaments      |
| 15 000 $ tournaments      | 10 000 $ tournaments      |

### Dvouhra: 6 (5–1)
| Stav       | č. | datum              | turnaj                         | kategorie | povrch    | soupeřka ve finále  | výsledek      |
| ---------- | -- | ------------------ | ------------------------------ | --------- | --------- | ------------------- | ------------- |
| Vítězka    | 1. | 17. září 2012      | Šarm aš-Šajch, Egypt           | 10 000    | tvrdý     | Fatma Al-Nabhaniová | 6–3, 7–6(7–4) |
| Vítězka    | 2. | 24. září 2012      | Šarm aš-Šajch, Egypt           | 10 000    | tvrdý     | Barbara Haasová     | 6–4, 6–0      |
| Finalistka | 1. | 14. října 2013     | Makinohara, Japonsko           | 25 000    | tráva     | Zarina Dijasová     | 3–6, 4–6      |
| Vítězka    | 3. | 23. září 2017      | Petrohrad, Rusko               | 100 000   | tvrdý (h) | Dajana Jastremská   | 6–2, 6–3      |
| Vítězka    | 4. | 16. prosince 2017  | Dubaj, Spojené arabské emiráty | 100 000+H | tvrdý     | Ajla Tomljanovićová | 6–4skreč      |
| Vítězka    | 5. | 11. listopadu 2018 | Las Vegas, Spojené státy       | 80 000    | tvrdý     | Nicole Gibbsová     | 7–5, 6–1      |

### Čtyřhra: 5 (3–2)
| Stav       | č. | datum           | turnaj                 | kategorie | povrch | spoluhráčka         | soupeřky ve finále                          | výsledek              |
| ---------- | -- | --------------- | ---------------------- | --------- | ------ | ------------------- | ------------------------------------------- | --------------------- |
| Vítězka    | 1. | 17. září 2012   | Šarm aš-Šajch, Egypt   | 10 000    | tvrdý  | Lou Brouleauová     | Olga Brózdová Ganna Pivenovová              | 7–6(7–3), 3–6, [10–6] |
| Vítězka    | 2. | 17. června 2013 | Lenzerheide, Švýcarsko | 25 000    | antuka | Kateřina Siniaková  | Veronika Kuděrmetovová Diāna Marcinkēvičová | 6–0, 6–2              |
| Finalistka | 1. | 21. října 2013  | Hamamacu, Japonsko     | 25 000    | tráva  | Sofia Šapatavová    | Šúko Aojamová Džunri Namigatová             | 4–6, 3–6              |
| Finalistka | 2. | 22. září 2017   | Petrohrad, Rusko       | 100 000   | tvrdý  | Michaela Hončová    | Anna Blinkovová Veronika Kuděrmetovová      | 3–6, 1–6              |
| Vítězka    | 3. | 28. října 2017  | Poitiers, Francie      | 100 000   | tvrdý  | Yanina Wickmayerová | Mihaela Buzărnescuová Nicola Geuerová       | 7–6(9–7), 6–3         |

## Finále na juniorce Grand Slamu

### Dvouhra juniorek: 2 (2–0)
| Stav    | rok  | turnaj      | povrch | soupeřka ve finále | výsledek      |
| ------- | ---- | ----------- | ------ | ------------------ | ------------- |
| Vítězka | 2013 | French Open | antuka | Antonia Lottnerová | 6–1, 6–3      |
| Vítězka | 2013 | Wimbledon   | tráva  | Taylor Townsendová | 4–6, 6–1, 6–4 |

### Čtyřhra juniorek: 3 (0–3)
| Stav       | rok  | turnaj    | povrch | spoluhráčka              | soupeřky ve finále                      | výsledek |
| ---------- | ---- | --------- | ------ | ------------------------ | --------------------------------------- | -------- |
| Finalistka | 2012 | Wimbledon | tráva  | Ana Konjuhová            | Eugenie Bouchardová Taylor Townsendová  | 4–6, 3–6 |
| Finalistka | 2012 | US Open   | tvrdý  | Petra Uberalová          | Gabrielle Andrewsová Taylor Townsendová | 4–6, 3–6 |
| Finalistka | 2013 | US Open   | tvrdý  | Sara Sorribesová Tormová | Barbora Krejčíková Kateřina Siniaková   | 3–6, 4–6 |

## Finále soutěží družstev: 4 (3–1)
| Stav       | č. | datum              | soutěž                                            | povrch    | spoluhráči                                               | soupeři ve finále                                                                                                 | výsledek |
| ---------- | -- | ------------------ | ------------------------------------------------- | --------- | -------------------------------------------------------- | --- | -------- |
| Vítězka    | 1. | 6. ledna 2018      | Hopman Cup 2018 Perth, Austrálie                  | tvrdý (h) | Roger Federer                                            | Angelique Kerberová Alexander Zverev                                                                              | 2–1      |
| Vítězka    | 2. | 5. ledna 2019      | Hopman Cup 2019 Perth, Austrálie                  | tvrdý (h) | Roger Federer                                            | Angelique Kerberová Alexander Zverev                                                                              | 2–1      |
| Finalistka | 1. | 6. listopadu 2021  | Billie Jean King Cup 2021 Praha, Česko            | tvrdý (h) | Jil Teichmannová Viktorija Golubicová Stefanie Vögeleová | Anastasija Pavljučenkovová Darja Kasatkinová Veronika Kuděrmetovová Jekatěrina Alexandrovová Ljudmila Samsonovová | 0-2      |
| Vítězka    | 3. | 13. listopadu 2022 | Billie Jean King Cup 2022 Glasgow, Velká Británie | tvrdý (h) | Jil Teichmannová Viktorija Golubicová Simona Waltertová  | Ajla Tomljanovićová Priscilla Honová Storm Sandersová Ellen Perezová Samantha Stosurová                           | 2-0      |

## Chronologie výsledků na Grand Slamu

### Dvouhra
| Turnaj          | 2014    | 2015    | 2016    | 2017    | 2018    | 2019    | 2020    | 2021    | 2022    | 2023    | 2024 | 2025    | SR     | V–P   |
| --------------- | ------- | ------- | ------- | ------- | ------- | ------- | ------- | ------- | ------- | ------- | ---- | ------- | ------ | ----- |
| Australian Open | 2. kolo | 1. kolo | 4. kolo | 1. kolo | 2. kolo | 3. kolo | 3. kolo | 3. kolo | 2. kolo | 4. kolo | A    | 4. kolo | 0 / 11 | 18–11 |
| French Open     | 1. kolo | 2. kolo | A       | A       | 2. kolo | 3. kolo | A       | 2. kolo | 3. kolo | 1. kolo | A    | A       | 0 / 7  | 7–7   |
| Wimbledon       | 3. kolo | 4. kolo | 2. kolo | A       | 4. kolo | 3. kolo | NH      | 1. kolo | 1. kolo | 4. kolo | A    | SF      | 0 / 9  | 19–9  |
| US Open         | ČF      | 3. kolo | 3. kolo | A       | 1. kolo | SF      | A       | ČF      | 3. kolo | 4. kolo | A    |         | 0 / 8  | 21–8  |
| výhry–prohry    | 7–4     | 6–4     | 6–3     | 0–1     | 5–4     | 11–4    | 2–1     | 7–4     | 5–4     | 9–4     | 0–0  | 8–2     | 0 / 35 | 65–35 |

| Legenda | Legenda                                   | Legenda | Legenda                     |
| ------- | ----------------------------------------- | ------- | --------------------------- |
| SR      | poměr vyhraných turnajů ku všem odehraným | W–L V–P | výhry–prohry                |
| NH      | daný rok se turnaj nekonal                | A       | turnaje se hráč nezúčastnil |
| 1Q / LQ | prohra v (kole) kvalifikace               | 1k / 1R | prohra v daném kole turnaje |
| QF / ČF | prohra ve čtvrtfinále                     | SF      | prohra v semifinále         |
| F       | prohra ve finále                          | Vítěz   | vítězství v turnaji         |

## Postavení na konečném žebříčku WTA

### Dvouhra
| Rok    | 2011    | 2012   | 2013   | 2014  | 2015  | 2016  | 2017   | 2018  | 2019 | 2020  | 2021  | 2022  | 2023  | 2024   |
| Pořadí | ▲ 1059. | ▲ 626. | ▲ 212. | ▲ 33. | ▲ 14. | ▼ 42. | ▼ 165. | ▲ 37. | ▲ 8. | ▼ 12. | ▼ 23. | ▲ 12. | ▼ 17. | ▼ 913. |

### Čtyřhra
| Rok    | 2012     | 2013   | 2014   | 2015  | 2016   | 2017   | 2018   | 2019   | 2020   | 2021   | 2022   | 2023   | 2024 |
| Pořadí | ▲ 1 067. | ▲ 466. | ▲ 208. | ▲ 68. | ▼ 215. | ▼ 269. | ▲ 242. | ▲ 116. | ▲ 104. | ▼ 154. | ▲ 133. | ▼ 197. | —    |